# Comuna Kameanka, Horodok
Kameanka (în ucraineană Кам'янка) este o comună în raionul Horodok, regiunea Hmelnîțkîi, Ucraina, formată din satele Kameanka (reședința) și Spasivka.

## Demografie
Componența lingvistică a comunei Kameanka
     Ucraineană (98,36%)
     Rusă (1,53%)
     Alte limbi (0,11%)
Conform recensământului din 2001, majoritatea populației comunei Kameanka era vorbitoare de ucraineană (98,36%), existând în minoritate și vorbitori de rusă (1,53%).